# Get Rhythm
Get Rhythm – utwór rockabilly, napisany i nagrany przez muzyka country Johnny’ego Casha, mówiący o optymizmie. Piosenka skupia się na chłopcu czyszczącym ludziom na ulicy buty, który „łapie rytm” by radzić sobie z nudną naturą jego pracy.
„Get Rhythm” zostało nagrane przez Joaquina Phoenixa na potrzeby biograficznego filmu o Johnnym Cashu – Spacer po linie – w którym Joaquin grał Casha. W filmie występuje scena, kiedy Cash widzi chłopca czyszczącego buty. Jest to jedno z wielu nawiązań do piosenek Casha.
Piosenka została także nagrana przez Ry Coodera na albumie o tej samej nazwie wydanym w 1987.